# Област Асакучи
Област Асакучи (јап. 浅口郡) Asakuchi-gun се налази у префектури Окајама, Јапан.
2003. године, у области Аида живело је 55.658 становника и густину насељености од 621,67 становника по км². Укупна површина је 89,53 км².

## Вароши и села
Област Аида се састоји од следећих села:
- Сатошо

## Спајања
- 1. августа 2005. године варош Фунао је постала део града Курашики.
- 21. марта 2006. године варошии Камогата, Конко и Јоришима спојили су се у град Асакучи.

34° 30′ 52″ С; 133° 33′ 22″ И / 34.514333° С; 133.556094° И